# Симонов Ігор Геннадійович
Ігор Геннадійович Симонов (рос. Игорь Геннадиевич Симонов, нар. 19 липня 1958, Макіївка) — радянський український футболіст та тренер, дворазовий володар Кубка СРСР, майстер спорту СРСР (1980).

## Клубна кар'єра
Футболом захоплювався з дитинства у дворах рідної Макіївки. Пізніше став займатися у спортивному клубі «Зарево», перший тренер Віктор Іванович Петров. З командою грав у турнірі на приз клубу «Шкіряний м'яч», виступав у різних республіканських юнацьких змаганнях. Через деякий час, разом з друзями, також вихованцями спортклубу — Олексієм Варнавським і Євгеном Шафоростовим, перейшов у макіївський «Кіровець» де продовжив займатися у Івана Федоровича Скребцова. Згодом наставник порекомендував Симонова тренерам дублюючого складу донецького «Шахтаря».
У 1979 році Симонов дебютував у вищій лізі, 24 березня вийшовши на поле в стартовому складі в домашньому матчі з «Зенітом» (Ленінград). Цей сезон для гірників став одним з найуспішніших у чемпіонатах СРСР. Колектив по ходу змагань боровся за перемогу в турнірі, але в підсумку поступившись першим місцем московському «Спартаку», став срібним призером. Симонов хоч і входив в основну обойму команди, взяв участь тільки в 11 поєдинках, що згідно регламенту було недостатньо (менше 50% зіграних матчів) для отримання медалей. Восени того ж року Симонов взяв участь у матчі-відповіді 1/32 фіналу Кубка УЄФА «Монако» — «Шахтар». У наступному сезоні Симонов став володарем Кубка СРСР. У фінальному поєдинку «Шахтар» здобув перемогу над тбіліськими динамівцями.
Через два роки гірники знову стали переможцями Кубка, обігравши в фіналі харківський «Металіст». Симонов, який не часто з'являвся в основному складі в іграх чемпіонату, відіграв у вирішальному матчі всі 90 хвилин. У 1985 році вже був стабільним гравцем основного складу, відзначився своїм єдиним голом у чемпіонатах СРСР - 8 липня, в поєдинку «Шахтар» — «Динамо» (Тбілісі) (2:1) на 88 хвилині, підключившись до атаки, вразив ворота Отара Габелії й приніс перемогу команді. Цей сезон став останнім для Симонова в складі донеччан. У 1986 році на тренерський місток прийшов Олег Базилевич, який взявся за суттєве оновлення складу команди.
Симонов, зігравши декілька матчів за команду сусідньої Горлівки, незабаром перебрався до Воронежа, де з квітня по серпень виступав за «Факел», а наступний сезон провів в іншому клубі першої ліги — «Динамо» (Ставрополь). У 1988 році повернувся до Макіївки, де грав за аматорський «Кіровець». З початком проведення незалежного чемпіонату України виходив на поле у складі клубу «Бажановець», який виступав в перехідній і другій лігах України. Закінчував кар'єру, виступаючи в аматорській першості України, граючи за команду «Шахтар» (Сніжне).

## Тренерська діяльність
У макіївському «Бажановців» був граючим наставником, допомагаючи в роботі головному тренеру Віктору Федоровичу Пищеву. У 1996 році Симонов виїхав до Німеччини, де на той час вже працювала його дружина. Грав за місцеві аматорські колективи. Через деякий час, на запрошення колишнього одноклубника Сергія Поповича, який проживав у Німеччині, переїхав до міста Гіссен і влаштувався працювати на меблеву фабрику, граючи у вільний час за місцеву футбольну команду. Але незабаром на підприємстві почалися скорочення персоналу, і Симонов залишився без роботи.
Познайомився з відомим в минулому німецьким футболістом, рекордсменом бундесліги по зіграним матчам — Карлом-Гайнцом Кербелем, який очолював дитячу футбольну академію франкфуртського «Айнтрахта». Після зустрічі з Кёрбелем, з яким Симонов особисто не був знайомий, але перетинався на футбольному полі в матчі Кубку УЄФА «Айнтрахт» — «Шахтар», який відбувся в жовтні 1980 року, підписав контракт на роботу в футбольній академії «Айнтрахта». З 2011 року Симонов працює на посаді адміністратора (менеджера) «Айнтрахта», поєднуючи адміністративну діяльність з проведенням занять у дитячій академії.

## Досягнення

### Командні
- Чемпіонат СРСР
  -  Срібний призер (1): 1979

- Кубок СРСР
  -  Володар (2): 1980, 1983
  -  Фіналіст (1): 1985

- Суперкубок СРСР
  -  Володар (1): 1984

### Індивідуальні
- Майстер спорту СРСР (1980)